# Redução fenomenológica
Redução fenomenológica, também chamada de epoché fenomenológica, significa olhar para uma situação e abster-se de julgamentos e opiniões tendenciosas para compreender completamente uma experiência. O passo preliminar no movimento filosófico da fenomenologia é suspender o julgamento (ou seja, epoché) sobre o mundo natural e, em vez disso, focar na análise da experiência. Suspender o julgamento envolve remover toda conotação e suposição feita sobre um objeto. Sua concepção mais antiga pode ser rastreada até Immanuel Kant, que argumentou que a única realidade que se pode conhecer é aquela que cada indivíduo experimenta em sua mente (ou fenômenos). Edmund Husserl, com base nas ideias de Kant, propôs pela primeira vez o uso da redução fenomenológica em 1913, para ajudar a entender melhor os fenômenos de outro.

## Visão geral

### Immanuel Kant
Embora tenha sido formalmente desenvolvida por Edmund Husserl, a fenomenologia pode ser entendida como um desdobramento das ideias influentes de Immanuel Kant. Tentando resolver alguns dos principais debates intelectuais de sua época, Kant argumentou que Noumena (coisas em si fundamentalmente incognoscíveis) deve ser distinguido de Fenômenos (o mundo como ele aparece à mente). Kant, comumente interpretado erroneamente como argumentando que os humanos não podem ter acesso direto à realidade, mas apenas ao conteúdo de suas mentes, argumentou, em vez disso, que o que é experimentado na mente é realidade para nós. A fenomenologia surgiu dessa concepção de fenômenos e estuda o significado de fenômenos isolados como diretamente conectados às nossas mentes. De acordo com a Encyclopædia Britannica, "Na filosofia moderna, a palavra "fenômeno" é às vezes usada para o que é imediatamente apreendido pelos sentidos antes de qualquer julgamento ser feito." Isto pode não ser possível se a observação for carregada de teoria.

### Husserl eEpoché
Edmund Husserl incluiu as ideias de Kant no desenvolvimento de seu conceito de redução fenomenológica, também conhecido como epoché. Embora Husserl provavelmente tenha começado a desenvolver o método de redução fenomenológica por volta de 1906, seu livro, Ideias, o introduziu quando foi publicado em 1913. Husserl reinterpretou e revitalizou a epoché do pirronismo como uma forma permanente de desafiar a ingenuidade dogmática da vida na "atitude natural" e motivar a transformação para theoria, ou a atitude teórica do espectador desinteressado, que é essencial tanto para a ciência moderna quanto para uma filosofia transcendental genuína.
A epoché é um ato preliminar na análise fenomenológica, concebido por Husserl como a suspensão da confiança na objetividade do mundo. Envolve deixar de lado a questão da existência real de um objeto contemplado, bem como todas as outras questões sobre a natureza física ou objetiva do objeto; essas questões são deixadas para as ciências naturais.
Por exemplo, o ato de ver um cavalo qualifica-se como uma experiência, seja ela vista pessoalmente, em sonho ou em alucinação. "Reduzir fenomenologicamente" o cavalo suspende qualquer julgamento sobre ele como númeno e, em vez disso, analisa o fenômeno do cavalo como constituído em atos intencionais.
Além disso, Husserl diferenciou dois tipos de redução fenomenológica que ele chamou de epoché universal e epoché local. A epoché universal requer a suspensão de suposições sobre todos os aspectos da existência. A epoché local pode ser entendida como a suspensão de suposições sobre um certo conjunto de suposições particulares, presumivelmente pertencentes a tudo o que está sendo examinado. Husserl via a epoché universal como mais forte do que a epoché local. Para retornar ao exemplo do cavalo, aplicar a epoché local incluiria suspender todas as suposições anteriores sobre aquele cavalo em particular, como sua aparência ou temperamento. Aplicar a epoché universal neste exemplo provavelmente significaria suspender todas as suposições sobre todos os cavalos ou mesmo todos os animais ou todas as formas de vida em geral.